# Kangding (arrondissement)
Het arrondissement Kangding of Dardo (Chinees: 康定县, Kāngdìng) is een arrondissement in het autonome Tibetaanse Prefectuur Garzê in het noordwesten van de Chinese provincie Sichuan. Hoofdstad van het arrondissement is de stad Kangding.
Kangding Airport is in mei 2008 in bedrijf genomen en is een van de hoogstgelegen vliegvelden ter wereld. Door Kangding loopt de nationale weg G318.